# 御簾中
御簾中（ごれんじゅう）は、かつて日本で貴人の正妻を指して言った敬称のこと。江戸時代以降、江戸幕府により使用に厳しい制限をされるようになった。

## 江戸時代以前
奈良時代以前には「御簾中」という言葉は存在していなかった。
平安時代中期以降、貴族の女性は親兄弟といえどもみだりに異性に顔を見せてはいけない、という習慣が定着し、簾や几帳を隔てて人に面会したことが語源と考えられる。ただし、平安時代の文献では貴人の正妻を指して「御簾中」と書いた物は存在していない。
戦国時代には戦国大名の夫人を指して「御簾中」と記述した文書が見受けられる。

## 江戸時代
江戸幕府は大名統制策の一環として、その正室の呼称すらランク付けを行った。「御台所」が将軍の正室に限られたのは有名であるが、同じように格式のある「御簾中」は将軍の世子と御三家の正室を呼ぶときのみに限定した。ただし、後に徳川家斉の正室となった島津寧姫の場合、立場が微妙であったためか当初は「御縁女様」と呼ばれている。
江戸時代中期に設けられた御三卿は御三家に準じる格式を与えられたことから、その正室も「御簾中」と呼ばれた。なお、王政復古の大号令で徳川慶喜の将軍辞職が認められると、幕府は慶喜正室の省子への呼称を「御台所」から「御簾中」に改めるよう布告を出した。
ちなみに、それ以外の大名の正室は10万石以上が「御前様」でそれ以下は「奥方」であった。また、将軍の娘を正室に迎えた場合は全く別の呼称が用意され、夫の官位が従三位以上なら「御守殿様」、正四位上以下なら「御住居様（おすまいさま）」であった。
明治維新後の幕藩体制の崩壊にともない、こうした呼称も絶えた。